# يوسف فرعون
يوسف فرعون يوسف بن حنانيا فرعون (ولد نحو 1195هـ/1771 - توفي في 1848م/1265 هـ تقريبًا)، هو مترجم مصري، كاثوليكي المذهب، من أصل حرواني ثم دمشقي. ينتمي إلى آل فرعون وهي أسرة سورية معروفة، هاجر بعض أفرادها إلى مصر منذ أوائل القرن التاسع عشر.

## حياته
وُلد بالقاهرة، وأخذ العلم في باريس. كان يُتقِن الفرنسية ورافَقَ الحملة العسكرية الفرنسية فى استيلائها على الجزائر سنة 1830، كما كان له إلمام بفنّ البيطرة، فلما بدأت حركة الترجمة بمصر، استُدعِيَ إليها، وعُيِّن ملحقًا بمدرسة الطب البيطري.

## أعماله
ترجم لمدرسة الطب البيطري ولغيرها عدة كتب. وكان ضليعًا باللغة الفرنسية، ضعيفًا باللغة العربية، أصلح له بعض فضلاء المصريين ما نقله إلى الثانية. من مترجماته:
- التوضيح لألفاظ التشريح البيطري -ط من تأليف جيرار (Girard).
- تحفة الرياض فى كليات الأمراض -ط[3]
- التحفة الفاخرة فى هيئة الأعضاء الظاهرة -ط
- عقد الجمان فى أدوية الحيوان-ط
- نُزهة الأنام فى التشريح العامّ -ط للدكتور لافارج (Lafargue).
- روضة الأذكيا فى علم الفسيولوجيا-ط
- الكنز المختار فى كشف الأراضي والبحار-ط
- غاية المرام فى الأدوية والأسقام-ط
- أجل الأسباب فى أجَلِّ الاكتساب-مخطوط في الفلاحة.[4]